# Specklinia blancoi
Specklinia blancoi là một loài thực vật có hoa trong họ Lan. Loài này được (Pupulin) Soto Arenas & Solano mô tả khoa học đầu tiên năm 2002.